# Вёшенская
Вёшенская (в просторечии Вёшки) — станица на севере Ростовской области, административный центр и крупнейший населённый пункт Шолоховского района и Вёшенского сельского поселения.
Население — 9261 человек (2010). В 2018 году была удостоена звания «Рубеж воинской доблести».

## География
Станица Вёшенская расположена на левом берегу реки Дон. В 1963 году, благодаря депутатским хлопотам Михаила Александровича Шолохова, от города Миллерово, через который проходят автотрасса «Москва — Ростов-на-Дону» и Северо-Кавказская железная дорога, была проложена асфальтированная дорога длиной 145 км до станицы Базковской, находящейся на правом берегу Дона, напротив Вёшенской.
В 1985 году между этими станицами был возведён мост, сменивший паромную переправу.
Вблизи станицы имеется аэропорт. На расстоянии 8 километров от станицы растёт Вёшенский дуб.

## История
Первое упоминание казачьего городка Вёшки относится к 1672 году. Вёшенская образовалась в результате переселения казаков Чиганцкой станицы, которая была разорена за участие в Булавинском восстании. В станице не было ни одного хозяйственного предприятия, торговля осуществлялась в продовольственных и промтоварных лавках.

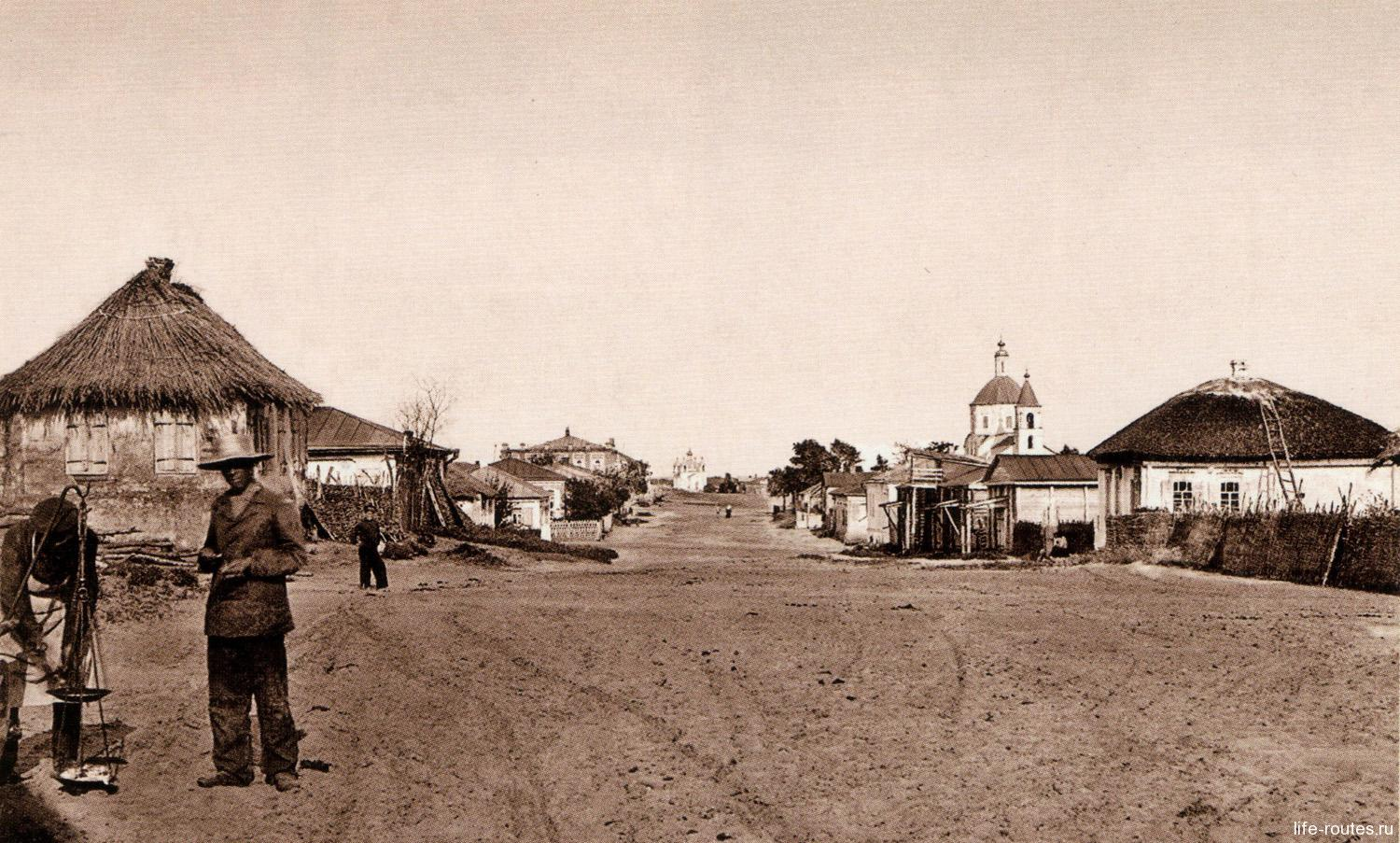
Станица Вёшенская в 1904 году

В начале XX века в станице Вёшенской проживало около 1200 человек. В 1913 году Вёшенский юрт вместе со станицей насчитывал 36 989 казаков, не считая жителей неказачьего происхождения. Казаки станицы воевали в русско-японской войне, на фронтах Первой мировой войны.
В Области Войска Донского первоначально входила в Донецкий округ, после образования Верхнедонского округа станица становится его административным центром. Во время Гражданской войны станица являлась центром Верхнедонского восстания против власти большевиков. В станице работали Архангельская церковь (сохранилась) и церковь Святой Троицы (уничтожена в советские годы).
Мировую известность Вёшенская получила благодаря роману жителя станицы Михаила Шолохова «Тихий Дон», удостоенному Нобелевской премии по литературе. После смерти писателя в 1984 году здесь был создан Государственный музей-заповедник М. А. Шолохова. Бронзовый бюст Шолохова был установлен 23 мая 1981 года на берегу реки Дон (скульптор А. Новиков и архитектор В. Климов).
В 1974—1975 году в окрестностях станицы проходили съёмки военной драмы «Матерь человеческая».

## Население
| 1920 | 1939 |
| ---- | ---- |
| 2082 | 4208 |

| 1959 | 1970  | 1979  | 1989  | 2002  | 2010  |
| ---- | ----- | ----- | ----- | ----- | ----- |
| 4319 | ↗6965 | ↗7865 | ↗9578 | ↘9317 | ↘9261 |

## Культура
Фестиваль «Шолоховская весна» проводится в станице каждую весну в последние выходные мая. Ежегодно в мае на конюшнях Вёшенской проводится праздник казачьей джигитовки и верховой езды «Вёшенские шермиции».

## Достопримечательности

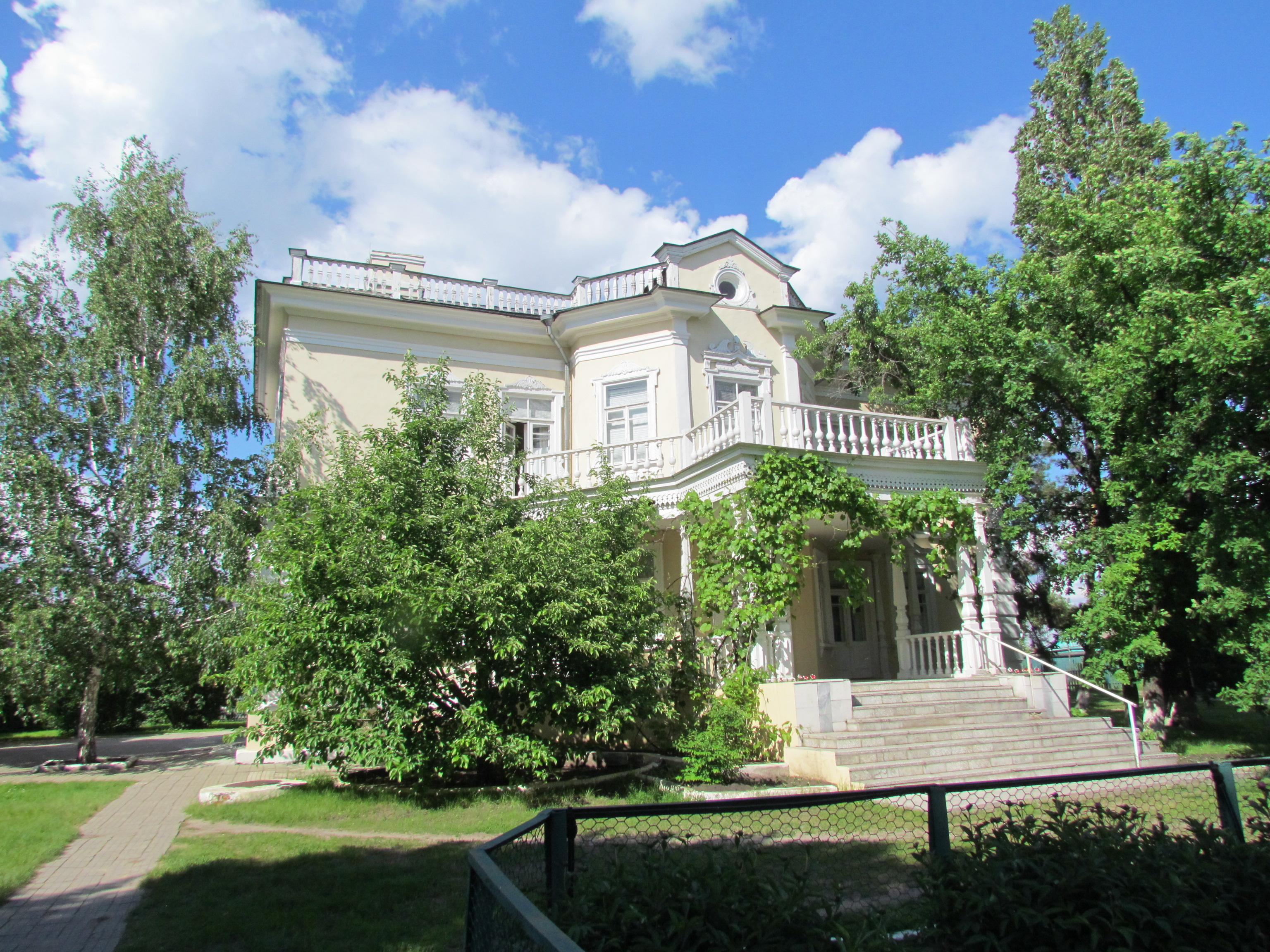
Усадьба Шолохова в Вёшенской

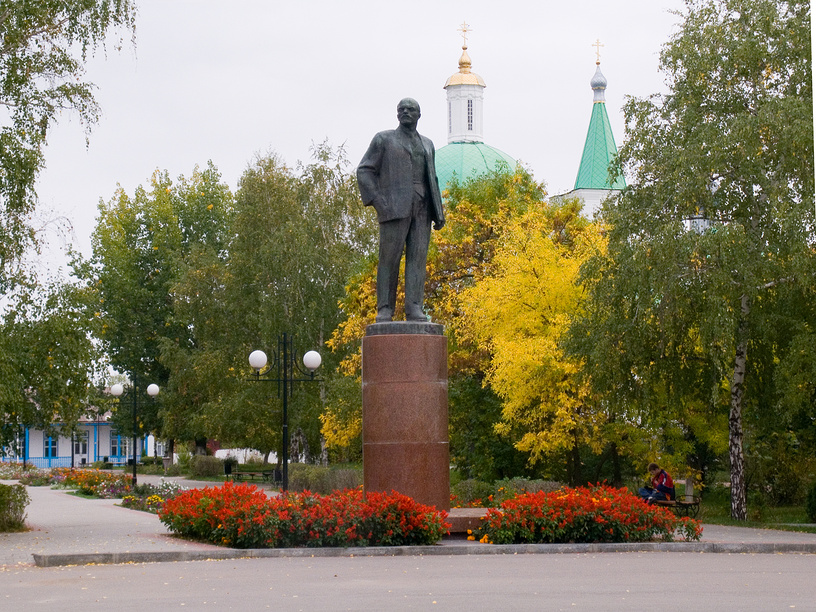
Памятник В. И. Ленину в Вёшенской

- Государственный музей-заповедник М. А. Шолохова (1984). В музейном собрании насчитывается около 70 000 единиц хранения, мемориальные экспозиции находятся в Шолоховском и Боковском районах Ростовской области, в городе Ростове-на-Дону  и почти полностью состоят из подлинных вещей. В станице Вёшенской расположены следующие объекты музея-заповедника[12]: 
  - мемориальный дом Шолоховых (ул. Шолохова, д. 103). В этот дом семья Шолоховых перебралась в 1928 году. Дом построен в начале XX в. в типичном стиле куреня с четырёхскатной крышей, «верхами», «низами» и верандой. В этом доме Михаил Александрович работал над последними книгами романа «Тихий Дон», написал первые главы «Поднятой целины»;
  - дом-усадьба М. А. Шолохова. Представляет собой двухэтажный дом с террасой и балконом, построенный в 1949 году. В этом особняке М. Шолохов прожил с женой и детьми до самой смерти. В Доме-музее сохранилась в неизменном состоянии обстановка, когда там жил писатель. На территории усадьбы сохранён гараж, в котором находится выставка автомобилей, принадлежавших писателю;
  - литературный музей с Литературной экспозицией «М. А. Шолохов. Время и судьба»;
  - экспозиционно-выставочный центр «Народный дом»;
  - конюшня музея-заповедника;
  - сувенирная лавка;
  - могила писателя Михаила Шолохова и его жены, Марии Шолоховой. На могиле установлена каменная глыба с надписью «Шолохов»;
  - памятник «Григорий и Аксинья» (1983, скульптор Н. В. Можаева) на берегу реки Дон. В 1983 году памятник был установлен в городе Ростов-на-Дону, а в 1995 году его перевезли в Вёшенскую[13];
  - бюст М. А. Шолохова (1981, скульптор А. С. Новиков);
  - памятник Батюшка-Дон (2016);
  - памятник «Дед Щукарь» (скульптор С. П. Кальченко). Дед Щукарь изображён сидящим на бронзовой лавочке среди деревьев;
- Храм Архангела Михаила. Свято-Михайло-Архангельский приход станицы Вёшенской создан в XVIII веке. В 1786 году был освящён главный престол храма;
- Санаторий «Вёшенский»;
- Стела Ю. А. Гагарину. Юрий Алексеевич Гагарин в июне 1967 года приезжал в станицу Вёшенская, выступал перед станичниками на главной площади;
- Памятник В. И. Ленину перед зданием администрации Вёшенской[14];

## Наука и образование
В станице находится Южно-Европейская научно-исследовательская лесная опытная станция Всероссийского научно-исследовательского института лесоводства и механизации лесного хозяйства (Сосновая улица, 59В). Станция была основана в 1949 году как филиал ВНИИЛМа. Занимается разработкой рекомендаций для лесного хозяйства в пойме Дона и облесению земель в водоохранных зонах малых рек.
Из ВУЗов своим филиалом в станице представлен Институт профессиональных инноваций.

## Известные жители и уроженцы
- Булавин, Николай Александрович (1931—1987) — первый секретарь Вёшенского РК КПСС, первый директор Государственного музея-заповедника М. А. Шолохова.
- Ермаков, Харлампий Васильевич (1891—1927) — участник Гражданской войны, один из прототипов Григория Мелехова в романе М. А. Шолохова «Тихий Дон».
- Жданов, Александр Павлович (1938—2006) — российский художник, один из родоначальников искусства ассамбляжа в России.
- Коргутов, Владимир Александрович (род. 1965) — полковник Российской Армии, Герой Российской Федерации.
- Краснов, Николай Иванович (1833—1900) — российский генерал-лейтенант, военный историк и писатель.
- Никулин, Михаил Андреевич (1898—1985) — русский советский писатель.
- Шолохов, Михаил Александрович (1905—1984) — русский советский писатель, лауреат Нобелевской премии по литературе.
- Щелаковский, Алексей Варфоломеевич (1899—1959) — советский военный деятель, генерал-лейтенант.